# Kaatsingszetje

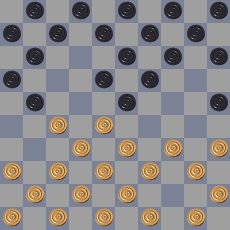
diagram 1

Het kaatsingszetje of de Coup ricochet is een standaardcombinatie die bij het dammen, en dan vooral in een zogenaamde klassieke partij, een rol speelt. Vaak, maar niet altijd, wordt er bij het kaatsingszetje gecombineerd op een randschijf. 
In de stand van diagram 1 wint wit een schijf door het kaatsingszetje. De stand kan ontstaan na de openingzetten 33-28 (18-23) 39-33 (12-18) 44-39 (17-21) 31-27 (20-25?)
Er volgt dan 27-22 (18x27) 34-30 (25x34) 40x18 (13x22) 28x26.
Het wordt beginnende dammers vaak afgeraden om in een klassieke positie een randschijf te plaatsen, juist om dit soort redenen.